# Temple (Kornwalia)
Temple – osada w Anglii, w Kornwalii. Leży 80 km na północny wschód od miasta Penzance i 333 km na zachód od Londynu.